# The End of the F***ing World
The End of the F***ing World è una serie televisiva britannica creata da Jonathan Entwistle e interpretata da Alex Lawther e Jessica Barden.
La serie, basata sul fumetto The End of the Fucking World di Charles Forsman, pubblicato in Italia da 001 Edizioni, è andata in onda nel Regno Unito su Channel 4 e All 4 dal 24 ottobre 2017. La serie è stata acclamata dalla critica che ha lodato l'interpretazione dei protagonisti, la regia e la sceneggiatura della serie. La prima stagione è stata pubblicata su Netflix il 5 gennaio 2018 in tutti i paesi in cui il servizio è disponibile. La seconda stagione ha debuttato il 4 novembre 2019 su Channel 4 e All 4 e su Netflix a partire dal giorno successivo.

## Trama
Due ragazzi diciassettenni, James, convinto di essere uno psicopatico e alla ricerca di qualcuno da uccidere, e Alyssa, sua compagna di scuola ribelle, lunatica e insoddisfatta della propria vita, decidono di scappare insieme per sfuggire dagli schemi delle loro monotone vite.

## Episodi
| Stagione         | Episodi | Prima TV UK | Pubblicazione Italia |
| ---------------- | ------- | ----------- | -------------------- |
| Prima stagione   | 8       | 2017        | 2018                 |
| Seconda stagione | 8       | 2019        | 2019                 |

## Personaggi e interpreti

### Principali
- James (stagioni 1-2), interpretato da Alex Lawther, doppiato da Andrea Oldani. È il protagonista maschile della serie. Convinto di essere uno psicopatico e alla ricerca di qualcuno da uccidere, è segnato da un doloroso evento del suo passato e vive col padre, con cui non ha comunicazione. Scapperà assieme alla sua compagna di scuola Alyssa, della quale finirà per innamorarsi abbandonando l'idea di ucciderla.
- Alyssa (stagioni 1-2), interpretata da Jessica Barden, doppiata da Martina Tamburello. La protagonista femminile della serie, è una ragazza annoiata dalla sua vita. Di indole ribelle e sgarbata, col tempo si legherà sempre di più a James, suo compagno durante la loro fuga.
- Eunice Noon (stagione 1), interpretata da Gemma Whelan. Poliziotta aperta ed empatica, collega di Teri, a capo dell'indagine sulla scomparsa dei protagonisti.
- Teri Darego (stagione 1), interpretata da Wunmi Mosaku. Poliziotta, collega di Eunice, indaga sulla scomparsa dei protagonisti con Eunice. A differenza della collega, rivelerà una solida morale e un carattere fermo e deciso.
- Phil (stagioni 1-2), interpretato da Steve Oram, doppiato da Matteo Zanotti. Padre di James, che ha cresciuto e allevato da solo dopo un tragico evento accaduto anni prima. Morirà nella stagione 2 per via di un infarto.
- Gwen (stagioni 1-2), interpretata da Christine Bottomley, doppiata da Patrizia Mottola. Madre naturale di Alyssa, ora fidanzata con Tony.
- Tony (stagione 1), interpretato da Navin Chowdhry. Patrigno di Alyssa, con la quale ha un legame tempestoso, tanto da suggerirle lui stesso di andarsene di casa.
- Leslie Foley (stagione 1), interpretato da Barry Ward doppiato da Gianluca Iacono. Padre naturale di Alyssa, non la vede da quando lei aveva 8 anni; vive in una roulotte lungo la costa.
- Bonnie (stagione 2), interpretata da Naomi Ackie, doppiata da Jolanda Granato. È una ragazza problematica che, dopo la morte del suo fidanzato Clive (ucciso da James nella prima stagione), decide di vendicarsi cercando di uccidere James e Alyssa.

### Guest star
- Debbie (stagione 1), interpretata da Kierston Wareing.
- Martin (stagione 1), interpretato da Geoff Bell.
- Topher (stagione 1), interpretato da Alex Sawyer.
- Clive Koch (stagioni 1-2), interpretato da Jonathan Aris, doppiato da Claudio Ridolfo. È un autore, professore e pericoloso serial killer, con il quale i protagonisti avranno a che fare.
- Flora (stagione 1), interpretata da Eileen Davies.
- Frodo (stagione 1), interpretato da Earl Cave. È il figlio della donna che gestisce la stazione di servizio ed aiutante alla cassa.
- Donna che gestisce la stazione di servizio (stagione 1), interpretata da Felicity Montagu. Madre di Frodo.
- Jonno (stagione 1), interpretato da Alex Beckett.
- Emil (stagione 1), interpretato da Leon Annor.
- Eddie Onslow (stagione 1), interpretata da Matt King.
- Madre di James (stagione 1), interpretata da Kelly Harrison. Morta quando James aveva 6 anni, apparirà nei suoi ricordi. Interpretata da Kelly Harrison.
- Sorella di Alyssa (stagione 1), interpretata da Zerina Imsirovic.
- Todd King (stagione 2), interpretato da Josh Dylan, doppiato da Renato Novara. È il marito di Alyssa.
- Leigh (stagione 2), interpretata da Alexandria Riley. Zia di Alyssa.
- Iggy (stagione 2), interpretata da Florence Bell.
- Gestore del motel (stagione 2), interpretato da Tim Key.

## Distribuzione
Il primo episodio della serie è stato trasmesso su Channel 4 il 24 ottobre 2017, dopo che la prima stagione era stata pubblicata su All 4. Il 5 gennaio 2018, invece, è stata distribuita su Netflix in tutti i paesi in cui il servizio è disponibile. La seconda stagione ha debuttato su Channel 4 il 4 novembre 2019 con i primi due episodi, prima di essere distribuita interamente su All 4, mentre è uscita su Netflix il giorno successivo.

## Accoglienza
La serie è stata acclamata dalla critica. Sull'aggregatore di recensioni Rotten Tomatoes ha un indice di gradimento del 97% con un voto medio di 8,91 su 10, basato su 32 recensioni, mentre su Metacritic ha un punteggio di 94 su 100, basato su 10 recensioni.
Daniel Fienberg de The Hollywood Reporter ha lodato la sceneggiatura, i personaggi e la colonna sonora della serie, elogiando le interpretazioni di Alex Lawther e Jessica Barden, definendo la serie una "commedia nera da otto episodi di importazione britannica. Un capolavoro". Kelly Lawler di USA Today ha lodato le interpretazioni di Lawther e Barden, il concetto e l'esecuzione surreali della serie.

## Produzione
Il 25 gennaio 2018, Jonathan Entwistle ha parlato del potenziale per una seconda stagione in un'intervista, nella quale ha detto: "Stiamo esplorando e stiamo vedendo cosa possiamo fare per espandere il mondo e vedere dove arriviamo. Ma abbiamo concepito lo show come, in un certo senso, un film; un film nella struttura. E penso che questo è qualcosa che dovremo espandere se vogliamo una storia più grande". Entwistle ha poi continuato dicendo che Netflix sarebbe entusiasta di una seconda stagione dello show se venisse concepita. Il 21 agosto 2018 la serie è stata rinnovata per una seconda stagione, uscita nel novembre 2019. Nell'ottobre 2019 Charlie Covell ha dichiarato che non è prevista una terza stagione.